# Bengt Lagercrantz
Bengt Lagercrantz (n. 12 martie 1887, Djursholm, Comitatul Stockholm, Suedia – d. 22 iulie 1924, Djursholm, Comitatul Stockholm, Suedia) a fost un trăgător de tir ce a reprezentat Suedia, medaliat olimpic. A participat la o ediție a Jocurilor Olimpice (1920) în care a câștigat o medalie de argint.

## Participări
Lista de mai jos prezintă principalele competiții la care a participat Bengt Lagercrantz de-a lungul carierei.
- shooting at the 1920 Summer Olympics – men's 100 metre team running deer, double shots[*]